# Leucipe i Clitofont
Leucipe i Clitofont o Les Aventures de Leucipe i Clitofont (en grec τὰ κατὰ Λευκίππην καὶ Kλειτoφῶντα), escrita per Aquil·les Taci, és una de les cinc novel·les gregues conservades. Aquesta obra és notable per les seves semblances amb la novel·la Dafnis i Cloe de Longus, i el seu lleu to paròdic.

## Argument
El narrador, un personatge anònim, és abordat pel jove Clitofont, qui li relata les seves increïbles aventures.
Segons el seu relat, Clitofont, encara que estava promès a la seva germanastra Cal·lígone, s'enamora perdudament de la seva cosina Leucipe, qui està de visita a Tir, ciutat natal del jove. Fins a Tir arriba també Clístenes, un jove procedent de Bizanci, qui pretén segrestar Leucipe, de gran bellesa. No obstant això, Clístenes erra i segresta Cal·lígone, la promesa del protagonista, en lloc de Leucipe.
Clitofont mira de visitar Leucipe de nit a la seva cambra, però sa mare, alertada per un somni premonitori, els descobreix. Tement represàlies, tots dos enamorats fugen de Tir en un vaixell. Allà coneixen l'infeliç Menelau, la núvia del qual es va morir fa poc per culpa seva. Després de naufragar, arriben al delta del Nil on un grup de bandits els captura. Clitofont és rescatat, però no Leucipe a qui els cruels bandits volen sacrificar. Clitofont creu ser testimoni del terrible sacrifici de la seva estimada i decideix de suïcidar-se al costat de la seva tomba. Finalment, es descobreix que Leucipe no havia estat sacrificada i que tot havia estat una representació teatral del grup de captius dels bandits.
L'exèrcit egipci rescata el grup de captius, però el general dels soldats s'enamora de Leucipe. Això no triga a atreure la ira d'una rival, qui li subministra un beuratge que provoca la bogeria de la jove. Leucipe se salva finalment gràcies a l'antídot que un nou personatge, Quèreas li proporciona. Llavors, els enamorats marxen confiats a Alexandria on la tragèdia torna a sobrevenir-los: Quèreas, enamorat de Leucipe, la segresta i fa creure Clitofont, qui els persegueix, que aquesta ha estat decapitada i el seu cap llançat per la borda.
Clitofont torna desolat cap a Alexandria on coneix a Mèlite, un vídua de la ciutat d'Efes, qui s'enamora perdudament d'ell. Clitofont accepta de casar-s'hi i anar amb ella a Efes. No obstant això, Clitofont es nega a consumar el matrimoni abans d'arribar a la ciutat. Tan bon punt arriben a Efes, descobreix que la seva estimada Leucipe encara és viva, igual que Tersandre, el marit de Mèlite. Aquest torna a casa i prova de violar Leucipe i processar Clitofont per adulteri.
Finalment, Clitofont prova la seva innocència. Leucipe, per part seva, prova que la seva virginitat roman intacta entrant en el temple de la deessa Àrtemis. En aquest moment, Sòstrat, pare de la jove, arriba a Efes i anuncia als joves que tant ell com el pare de Clitofont aproven llur matrimoni. També es mostra que Clístenes s'ha convertit en un marit honest. La novel·la acaba amb les noces dels enamorats a Bizanci, la ciutat de Leucipe.

## Traducció
En català, traduïda directament del grec, hi ha la versió editada el 2019 per la Fundació Bernat Metge amb traducció i notes de la doctor en Filologia Clàssica Roser Homar.